# Chiesa di Santa Maria del Carmine (Verzasca)
La chiesa di Santa Maria del Carmine è un edificio religioso tardobarocco che si trova a Verzasca, nella frazione di Corippo, nel Canton Ticino

## Storia
La chiesa, che da principio era intitolata alla Beata Vergine Annunciata, fu edificata tra i secoli XVII e XVIII. Nel Seicento era menzionata come parte della parrocchia di Vogorno, dalla quale diventò indipendente nel 1782. Nel 1917, tuttavia, venne nuovamente sottoposta, come parrocchia assistita, a Vogorno. La chiesa fu radicalmente modificata nel tardo Settecento e poi nel 1836: nel primo intervento fu aggiunto il coro, la facciata fu rimodellata, il campanile fu ampliato e forse la navata fu allungata, nel secondo fu aggiunta una cappella laterale, dedicata a San Giovanni Battista. Nel XVIII secolo, inoltre, la fonderia Bizzozero fuse le campane.